# 분녀 (1967년 드라마)
《분녀》는 1967년 6월 17일과 6월 24일 2주에 걸쳐 TBC 극장에서 방영한 단막극이다.

## 등장 인물
- 남수연
- 김성원
- 오현경
- 전운